# 賈利拉巴德區
賈利拉巴德區是阿塞拜疆的一個區，位於該國南部，西界伊朗。面積1,441平方公里，1991年人口174,000人。首府賈利拉巴德。

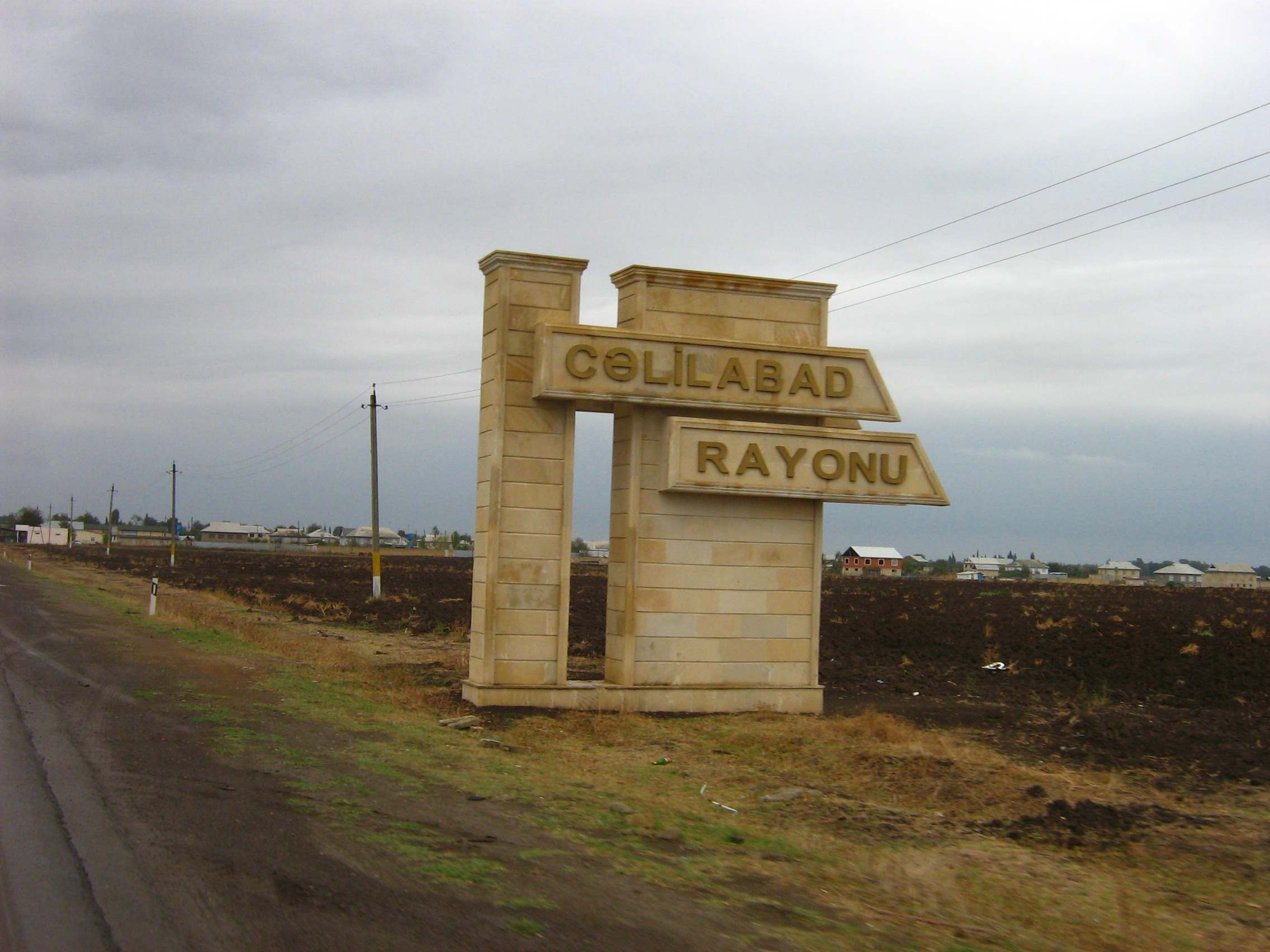
Road sign at the entrance to Jalilabad Rayon

1930年建區。